# Copelatus anthracinus
Copelatus anthracinus är en skalbaggsart som beskrevs av Régimbart 1895. Copelatus anthracinus ingår i släktet Copelatus och familjen dykare. Inga underarter finns listade i Catalogue of Life.